# Криластонепчана јама
Криластонепчана јама или птеригопалатинска јама (лат. fossa pterygopalatina) јесте дупља лобање која припада групи краниофацијалних дупљи, заједно с носном дупљом, очном дупљом и подслепоочном јамом. Постављена је унутра и дубље од подслепоочне јаме, споља од носне дупље, а позади и испод очне дупље. Овај врло узан простор смештен је између горње вилице и криластог наставка клинасте кости.
Криластонепчана јама је преко одговарајућих отвора и канала у вези с околним пределима: носном, очном и усном дупљом, подслепоочном јамом, ждрелом и средњом лобањском јамом.
У криластонепчаној јами се налазе: завршни, криластонепчани део виличне артерије, криластонепчани део горњовиличног живца (2) и вегетативни ганглион који је придодат том живцу — криластонепчани ганглион. Поменути елементи дају овој јами посебан клинички значај.

## Опис јаме
Криластонепчана јама је у облику четворострана пирамиде на којој се анатомски описују: четири зида (предњи, задњи, унутрашњи, спољашњи), база (која је окренута навише) и врх (који је окренут наниже).

### Зидови јаме
Предњи зид криластонепчане јаме чине испупчење горње вилице (tuber maxillae), која се налази на задњој страни тела ове кости, као и спољашња страна очног наставка непчане кости. 
Задњи зид јаме граде предња страна корена криластог наставка клинасте кости (processus pterygoideus ossis sphenoidei) и вилична страна спољашње површине великог крила клинасте кости. 
Унутрашњи зид јаме граде вилична (спољашња) страна усправног листа непчане кости (facies maxillaris ossis palatini) као и клинасти наставак ове кости (processus sphenoideus ossis palatini).
Спољашњи зид јаме практично недостаје, а представљен је криластовиличном пукотином (fissura pterygomaxillaris). Ову пукотину ограничавају испупчење горње вилице напред и криласти наставак клинасте кости позади.

### База јаме
База јаме је окренута навише, а чини је доња страна тела клинасте кости. 

### Врх јаме
Врх јаме је усмерен према доле и одговара горњем отвору великог непчаног канала (canalis palatinus major).

### Веза са суседним пределима
Преко многобројних комуникационих отвора и канала криластонепчана јама ступа у односе с околним пределима: носном дупљом, очном дупљом, усном дупљом, подслепоочном јамом, ждрелом, средњом лобањском јамом).
На предњем зиду налази се доња очна пукотине (fissura orbitalis inferior), преко које се  остварује  веза између криластонепчане јаме и очне дупље. Кроз њу из јаме у очну дупљу пролази инфраорбитална артерија (arteria infraorbitalis).
На задњем зиду налази се неколико отвора и канала. На виличној страни спољашње површине великог крила клинасте кости, која чини горњи део задњег зида, уочава се округли отвор (foramen rotundum). Он омогућава комуникацију између птеригопалатинске и средње лобањске јаме (fossa media cranii). Кроз њега пролази горњовилични живац (2), друга завршна грана V можданог живца (nervus trigeminus). 
На предњој страни корена криластог наставка клинасте кости, који чини доњи део задњег зида, налази се предњи отвор криластог канала (canalis pterygoideus; по аутору познат као Видијев канал). Преко овог канала комуницирају криластонепчана јама и парафарингеални простор (spatium parapharyngeum), а кроз њега пролазе криласта артерија (arteria canalis pterygoidei) и живац (nervus canalis pterygoidei). 
У средњем делу задњег зида назиру се два врло мала канала: непчановагинални канал (canalis palatovaginalis; познат и као ждрелни канал) и непчанораласти канал (canalis vomerovaginalis; његово присуство је варијабилно). Они омогућују комуникацију између криластонепчане јаме и горњег (носног) спрата ждрела (pars nasalis pharyngis). Непчановагинални канал је сталан и њега ограничавају доња страна вагиналног наставка клинасте кости (processus vaginalis ossis sphenoidei) и клинасти наставак непчане кости. Кроз овај канал пролази ждрелни живац (nervus pharyngeus; грана горњовиличног живца) и ждрелна грана виличне артерије.
Раластовагинални канал је несталан канал кога граде горња страна вагиналног наставка клинасте кости и крило раласте кости. Када постоји он служи за пролазак других омањих артеријских и живчаних огранака намењених ждрелу.
На унутрашњем зиду се налази клинастонепчани отвор (foramen sphenopalatinum). Преко њега је остварена веза између криластонепчане јаме и носне дупље (cavitas nasi). Служи за пролазак истоимене артерије (arteria sphenopalatina; завршна грана максиларне артерије) и групе задњих горњих носних живаца (rami nasales posteriores superiores; огранци максиларног живца).
Спољашњи зид у целости је представљен криластовиличном пукотином преко које је остварен непосредан контакт између криластонепчане и подслепоочне јаме (fossa infratemporalis). Од већих структура кроз ову пукотину пролазе вилична артерија и мождани живац 2.
Врх птеригопалатинске јаме чини горњи отвор великог непчаног канала. Његов доњи крај — велики непчани отвор (foramen palatinum majus), налази се на коштаном непцу (palatum osseum). Велики непчани канал заправо повезује криластонепчану јаму и усну дупљу (cavitas oris). Кроз њега се пружају нисходна непчана артерија (arteria palatina descendens; грана максиларне артерије) и непчани живци (гране максиларног нерва) — велики непчани живац (nervus palatinus major) и мали непчани живци (nervi palatini minores).
| Део јаме      | Комуникациони отвор/канал              | Околни предео           |
| ------------- | -------------------------------------- | ----------------------- |
| Задњи зид     | округли отвор                          | средња лобањска јама    |
| Задњи зид     | криласти канал (Видијев канал)         | парафарингеални простор |
| Задњи зид     | непчановагинални канал (ждрелни канал) | ждрело                  |
| Задњи зид     | раластовагинални канал (несталан)      | ждрело                  |
| Предњи зид    | доња очна пукотина                     | очна дупља              |
| Унутрашњи зид | клинастонепчани отвор                  | носна дупља             |
| Спољашњи зид  | криластовилична пукотина               | подслепоочна јама       |
| Врх           | велики непчани канал                   | усна дупља              |